# Claus Brockmeyer
Claus Brockmeyer (* 1953 in Bad Wildungen) ist ein deutscher Schauspieler und Synchronsprecher.
Der vorwiegend als Synchronsprecher (u. a. für Laurence Olivier sowie in Trickfilmen wie Findet Nemo, Nausicaä aus dem Tal der Winde, Das Schloss im Himmel und Prinzessin Mononoke) arbeitende Brockmeyer spielte verschiedene Rollen in der April Hailer Show, den Richie in Sylvia – Eine Klasse für sich und mehrfach in der Krimi-Reihe Der Alte.

## Filmografie
- 1978: Glücksritter
- 1981: Der Alte – Urlaub aus dem Knast (Fernsehserie)
- 1982: Beim Bund (Fernsehserie, 1 Folge)
- 1983: SOKO 5113: Schneetreiben (Fernsehserie)
- 1985: Derrick: Lange Nacht für Derrick (Fernsehserie)
- 1990: SOKO 5113: Der Knastkönig (Fernsehserie)
- 1992: Lilli Lottofee (Fernsehserie)
- 1993: Marienhof (Fernsehserie, 1 Folge)
- 1995–1997: Anna Maria – Eine Frau geht ihren Weg (Fernsehserie, 13 Folgen)
- 1997: Gefangene der Liebe
- 1997: Der Alte – Der Tod der Eltern (Fernsehserie)
- 1997: Verbrechen, die Geschichte machten: Die Feuer-Falle (Fernsehserie)
- 2000: Sylvia – Eine Klasse für sich (Fernsehserie)
- 2001: Der Alte – Der Zeuge (Fernsehserie)
- 2007: Die ProSieben Märchenstunde (Fernsehserie, 3 Folgen)

## Synchronisationen (Auswahl)

### Filme
- 1997: 101 Dalmatiner … als Horace (für Mark Williams)
- 2000: Coyote Ugly … als Romero (für Bud Cort)
- 2001: Heartbreakers – Achtung: Scharfe Kurven! … als Bill
- 2001: Prinzessin Mononoke als Kouroku
- 2003: Findet Nemo … als Sushi (für Austin Pendleton)
- 2004: Die Unglaublichen – The Incredibles … als Oliver Sandsweet
- 2005: Die Insel ... als Jones Three Echo (für Ethan Phillips)
- 2006: Cars … als Fred
- 2007: Ratatouille … als Larousse
- 2007: Disturbia … als Mr. Turner (für David Morse)
- 2010: Mit Dir an meiner Seite … als Tom Blakelee (für Nick Searcy)
- 2011: Phineas und Ferb: Quer durch die 2. Dimension als Dr. Heinz Doofenshmirtz (für Dan Povenmire)
- 2012: Die Reise zur geheimnisvollen Insel… als Gabato
- 2013: Chroniken der Unterwelt – City of Bones … als Hodge
- 2014: Der Zufrühkommer … als Jim Crabbe
- 2015: Kein Ort ohne dich … als Howie Sanders (für Peter Jurasik)
- 2016: Findet Dorie … als Sushi (Gurgle) (für Austin Pendleton)
- 2016: Christmas Inc. … als Bürgermeister Keegan
- 2020: Phineas und Ferb: Candace gegen das Universum ... als Dr. Heinz Doofenshmirtz (für Dan Povenmire)

### Serien
- 1999–2001: Retter von Redwall … als Basilius Hirsch Hase
- 2003–2004: Transformers: Armada … als Red Alert
- 2005: Die Prouds – Der Inselabenteuerfilm … als Dr. Carver
- 2005–2014: How I Met Your Mother … als Ranjit
- 2006: American Dragon … als ein Kobold (in Folge 1.09)
- 2007–2015: Phineas und Ferb … als Dr. Heinz Doofenshmirtz
- 2008: Die Tudors … als Thomas Boleyn
- 2008: Kuzco’s Königsklasse … als Taximann (in Folge 2.30)
- 2008: Tauschrausch … als Meister Pho (in Folge 2.19)
- 2008: Hannah Montana … als Barney Bittman (in Folge 2.22)
- 2011–2015: Game of Thrones … als Barristan Selmy
- 2012–2016: Once Upon a Time - Es war einmal ... … als  Maurice/Moe French
- 2014: Once Upon a Time in Wonderland als Weißes Kaninchen (John Lithgow)
- 2017–2024: The Good Doctor als Dr. Aaron Glassman (Richard Schiff)

## Videospiele
- 2002: Dynasty Warriors 3 … als Guan Yu, Xiahou Yuan, Sun Quan, Taishi Ci, Zhang Jiao
- 2004: Samurai Warriors … als Hanzo Hattori
- 2005: Legend of Kay als Meister

## Hörbücher und Hörspiele (Auswahl)
- 2010: Ulrich Offenberg: Mythos Südsee. Die Entdeckung des blauen Kontinents Pazifik (gemeinsam mit Christian Baumann), Komplett-Media Verlag, ISBN 978-3-8312-6435-3
- 2016: Phineas und Ferb: Die Nacht der Zombies 1 & 2 (Hörspiel zur TV-Serie)[1]